# Barbara Gawryluk
Barbara Gawryluk (ur. 19 maja 1957 w Krakowie) – autorka książek dla dzieci, dziennikarka i tłumaczka szwedzkiej literatury dziecięcej .

## Życiorys
Ukończyła filologię szwedzką na Uniwersytecie Jagiellońskim. Od 1992 roku pracuje w Radiu Kraków jako dziennikarka; jest odpowiedzialna za różne programy literackie oraz prowadzi autorską audycję „Alfabet” skierowaną do dzieci i młodzieży. 
Wyróżniona przez dziecięce jury polskiej sekcji IBBY za książkę Dżok. Legenda o psiej wierności w konkursie na Dziecięcy Bestseller Roku 2007. Laureatka za rok 2009 Nagrody Literackiej im. Kornela Makuszyńskiego za książkę Zuzanka z pistacjowego domu. Laureatka w 2010 roku nagrody „Książka roku” polskiej sekcji IBBY za upowszechnienie czytelnictwa za audycję „Książka na szóstkę”. W 2012 z okazji dziesięciolecia kampanii „cała Polska czyta dzieciom” na listę 10 ważnych książek trafił jej tytuł Dżok. Legenda o psiej wierności. Za książkę Mali bohaterowie otrzymała w 2014 nagrodę 112 Award od międzynarodowej organizacji EENA. 
W grudniu 2016 r. uhonorowana została Nagrodą Krakowska Książka Miesiąca za biografię Wanda Chotomska. Nie mam nic do ukrycia.
Barbara Gawryluk jest również tłumaczką szwedzkiej literatury dziecięcej. W jej przekładzie ukazały się wszystkie części serii Biuro Detektywistyczne Lassego i Mai Martina Widmarka i Heleny Willis.
W życiu prywatnym matka dwójki dzieci, córki i syna, którzy byli pierwszymi recenzentami jej książek.

## Odznaczenia
- Odznaczenie Dumni z Powstańców – 2025[14][15]
- Kawaler I Klasy Orderu Gwiazdy Polarnej – Szwecja, 2021[16]

## Twórczość
Opracowano według Autograf ↓ 
- Kaktus dobry pies (2004)
- Kaktus szukaj! (2005)
- Przedszkolaki z ulicy Morelowej (2005)
- W Zielonej Dolinie (2006)
- Dżok, legenda o psiej wierności (2007)
- Gwizdek nie chce spać (2008)
- Gwizdek i śniegowa kula (2008)
- Zuzanka z pistacjowego domu (2009)
- Wiosenna wyprawa Gwizdka (2009)
- Gwizdek i lato na łące (2010)
- Moje Bullerbyn (2010)
- Kaktus wierny przyjaciel (2010)
- Słony skarb. Przewodnik dla dzieci po Kopalni Soli w Wieliczce (2011)
- Kolczyk Selmy (2011)
- Mali bohaterowie (2011)
- Dziewczynka z fotografii (2012)
- Baltic: pies, który płynął na krze (2012)
- Owocowe bajki (2013)
- Dwa domy (2013)
- Czarna, Klifka i tajemnice z dna morza (2014)
- Klifka. Opowieść o foczce, która szukała mamy (2015)
- Klinika zdrowego chomika (2015)
- Teraz tu jest nasz dom (2016)
- Klinika zdrowego chomika. Pudełko pełne kotów (2017)
- Mali bohaterowie (2017)
- Czart. Pies lawinowy (2018)
- Junior. Opiekun osób starszych (2018)
- Tutu. Opowieść o śwince, która marzyła o rajskiej wyspie (2018)
- Morus. Pies ratownik wodny (2018)
- Falco. Pies lotniskowy (2018)
- Moje Bullerbyn (2018)
- Ilustratorki, ilustratorzy. Motylki z okładki i smoki bez wąsów (2019) ISBN 978-83-66140-71-4
- Rollek. Pies przewodnik (2019)

- Baster. Pies ratowniczy (2019)

- Badyl. Pies policyjny (2020)
- Tatry. Przewodnik dla dużych i małych (2021) (wspólnie z Pawłem Skawińskim) ISBN 978-83-08-07483-1

- Tu Jest Nasz Dom (2022)
- Gdzie jest Pulpo? (2022) ISBN 978-838-141442-5
- Zdalna babcia (2022) ISBN 978-83-8240-294-0
- Moc Amelki (2022) ISBN 978-83-8208-106-0
- Podhale oraz Orawa, Spisz i Pieniny. Przewodnik dla dużych i małych, (2023) (wspólnie z Pawłem Skawińskim), ISBN 978-83-08-08122-8.
- Cwaniak. Kot z Wyspy Wikingów (2023), ISBN 978-83-8208-195-4.
- Pies na medal (2024), ISBN 978-83-8208-248-7.
- Kraków. Przewodnik dla dużych i małych (praca zbiorowa, 2024), ISBN 978-83-08-08414-4.

## Przekłady
- Stefan Casta, Barbara Gawryluk, Gra w śmierć: książka Kima, Wrocław: Zakład Narodowy im. Ossolińskich, 2007, ISBN 978-83-04-04922-2. Brak numerów stron w książce
- Martin Widmark, Helena Willis, Tajemnica diamentów. Poznań: Wydawnictwo Zakamarki, 2008, ISBN 978-83-60963-41-8.
- Martin Widmark, Helena Willis, Tajemnica hotelu. Poznań: Wydawnictwo Zakamarki, 2008, ISBN 978-83-60963-42-5.
- Martin Widmark, Helena Willis, Tajemnica kina. Poznań: Wydawnictwo Zakamarki, 2009, ISBN 978-83-60963-70-8.
- Moni Nilsson, Tsatsiki i Mamuśka. Poznań: Wydawnictwo Zakamarki, 2009, ISBN 978-83-60963-49-4.
- Martin Widmark, Helena Willis, Tajemnica mumii. Poznań: Wydawnictwo Zakamarki, 2009, ISBN 978-83-60963-69-2.
- Martin Widmark, Helena Willis, Tajemnica kawiarni. Poznań: Wydawnictwo Zakamarki, 2009, ISBN 978-83-60963-60-9.
- Martin Widmark, Helena Willis, Tajemnica cyrku. Poznań: Wydawnictwo Zakamarki, 2009, ISBN 978-83-60963-59-3.
- Martin Widmark, Helena Willis, Pamiętnik detektywa. Poznań: Wydawnictwo Zakamarki, 2010, ISBN 978-83-60963-87-6.
- Martin Widmark, Helena Willis, Tajemnica złota. Poznań: Wydawnictwo Zakamarki, 2010, ISBN 978-83-60963-86-9.
- Martin Widmark, Helena Willis, Tajemnica szkoły. Poznań: Wydawnictwo Zakamarki, 2010, ISBN 978-83-60963-85-2.
- Moni Nilsson, Tsatsiki i Tata Poławiacz Ośmiornic. Poznań: Wydawnictwo Zakamarki, 2010, ISBN 978-83-60963-81-4.
- Pernilla Stalfelt, Mała książka o strachach. Warszawa: Wydawnictwo Czarna Owca, 2010, ISBN 978-83-7554-177-9.
- Pernilla Stalfelt, Mała książka o miłości. Warszawa: Wydawnictwo Czarna Owca, 2010, ISBN 978-83-7554-176-2.
- Martin Widmark, Helena Willis, Tajemnica pociągu. Poznań: Wydawnictwo Zakamarki, 2010, ISBN 978-83-60963-79-1.
- Martin Widmark, Helena Willis, Tajemnica gazety. Poznań: Wydawnictwo Zakamarki, 2010, ISBN 978-83-60963-80-7.
- Martin Widmark, Helena Willis, Tajemnica biblioteki. Poznań: Wydawnictwo Zakamarki, 2011, ISBN 978-83-7776-007-9.
- Martin Widmark, Helena Willis, Tajemnica szafranu. Poznań: Wydawnictwo Zakamarki, 2011, ISBN 978-83-7776-006-2.
- Moni Nilsson, Tylko Tsatsiki. Poznań: Wydawnictwo Zakamarki, 2011, ISBN 978-83-7776-005-5.
- Martin Widmark, Helena Willis, Tajemnica meczu. Poznań: Wydawnictwo Zakamarki, 2011, ISBN 978-83-7776-002-4.
- Martin Widmark, Helena Willis, Tajemnica zwierząt. Poznań: Wydawnictwo Zakamarki, 2011, ISBN 978-83-7776-001-7.
- Moni Nilsson, Tsatsiki i miłość. Poznań: Wydawnictwo Zakamarki, 2012, ISBN 978-83-7776-022-2.
- Martin Widmark, Helena Willis, Tajemnica galopu. Poznań: Wydawnictwo Zakamarki, 2012, ISBN 978-83-7776-028-4.
- Martin Widmark, Helena Willis, Tajemnica kempingu. Poznań: Wydawnictwo Zakamarki, 2012, ISBN 978-83-7776-018-5.
- Martin Widmark, Helena Willis, Tajemnica miłości. Poznań: Wydawnictwo Zakamarki, 2012, ISBN 978-83-7776-013-0.
- Moni Nilsson, Tsatsiki i Retzina. Poznań: Wydawnictwo Zakamarki, 2013, ISBN 978-83-7776-043-7.
- Martin Widmark, Helena Willis, Tajemnica szpitala. Poznań: Wydawnictwo Zakamarki, 2013, ISBN 978-83-7776-037-6.
- Martin Widmark, Helena Willis, Tajemnica wyścigu. Poznań: Wydawnictwo Zakamarki, 2014, ISBN 978-83-7776-083-3.
- Moni Nilsson, Najlepsi przyjaciele. Poznań: Wydawnictwo Zakamarki, 2014, ISBN 978-83-7776-070-3.
- Moni Nilsson, Anioły, ciastka i wypadające zęby. Poznań: Wydawnictwo Zakamarki, 2014, ISBN 978-83-7776-071-0.
- Martin Widmark, Antykwariat pod Błękitny Lustrem. Poznań: Wydawnictwo Zakamarki, 2014, ISBN 978-83-7776-067-3.
- Martin Widmark, Helena Willis, Tajemnica urodzin. Poznań: Wydawnictwo Zakamarki, 2014, ISBN 978-83-7776-054-3.
- Martin Widmark, Helena Willis, Tajemnica pływalni. Poznań: Wydawnictwo Zakamarki, 2014, ISBN 978-83-7776-046-8.
- Martin Widmark, Trzynasty gość. Poznań: Wydawnictwo Zakamarki, 2015, ISBN 978-83-7776-106-9.
- Martin Widmark, Helena Willis, Tajemnica pożarów. Poznań: Wydawnictwo Zakamarki, 2015, ISBN 978-83-7776-114-4.
- Moni Nilsson, Najlepsze najgorsze urodziny. Poznań: Wydawnictwo Zakamarki, 2015, ISBN 978-83-7776-116-8.
- Moni Nilsson, Noc duchów. Poznań: Wydawnictwo Zakamarki, 2015, ISBN 978-83-7776-105-2.
- Martin Widmark, Helena Willis, Tajemnica więzienia. Poznań: Wydawnictwo Zakamarki, 2016, ISBN 978-83-7776-130-4.
- Moni Nilsson, Zlatko, Beza i złodziej. Poznań: Wydawnictwo Zakamarki, 2016, ISBN 978-83-7776-129-8.
- Martin Widmark, Wyspa Obłąkanych. Poznań: Wydawnictwo Zakamarki, 2016, ISBN 978-83-7776-122-9.
- Martin Widmark, Pieśń szamana. Poznań: Wydawnictwo Zakamarki, 2017, ISBN 978-83-7776-141-0.
- Moni Nilsson, Tsatsiki i Per. Poznań: Wydawnictwo Zakamarki, 2017, ISBN 978-83-7776-143-4.
- Martin Widmark, Helena Willis, Wakacje z Lassem i Mają: co się nie zgadza? Poznań: Wydawnictwo Zakamarki, 2017, ISBN 978-83-7776-137-3.
- Martin Widmark, Helena Willis,Tajemnica mody. Poznań: Wydawnictwo Zakamarki, 2017, ISBN 978-83-7776-152-6.
- Martin Widmark, Pod szklanym niebem. Poznań: Wydawnictwo Zakamarki, 2018, ISBN 978-83-7776-162-5.
- Martin Widmark, Helena Willis,Teatr z Lassem i Mają. Poznań: Wydawnictwo Zakamarki, 2018, ISBN 978-83-7776-161-8.
- Martin Widmark, Helena Willis,Tajemnica zamku. Poznań: Wydawnictwo Zakamarki, 2018, ISBN 978-83-7776-169-4.
- Moni Nilsson, Tsatsiki i wojna oliwkowa. Poznań: Wydawnictwo Zakamarki, 2019, ISBN 978-83-7776-186-1.
- Martin Widmark, Helena Willis,Tajemnica srebra. Poznań: Wydawnictwo Zakamarki, 2019, ISBN 978-83-7776-195-3.
- Martin Widmark, Helena Willis,Tajemnica filmu. Poznań: Wydawnictwo Zakamarki, 2020, ISBN 978-83-7776-205-9.
- Martin Widmark, Helena Willis,Tajemnica detektywa. Poznań: Wydawnictwo Zakamarki, 2021.ISBN 978-83-7776-219-6
- Martin Widmark, Helena Willis, Tajemnica dancingu. Poznań: Wydawnictwo Zakamarki, 2022.ISBN 978-83-7776-234-9
- Martin Widmark, Helena Willis, Święta w Valleby. Wielka awaria prądu. Poznań: Wydawnictwo Zakamarki, 2022, ISBN 978-83-7776-236-3.
- Martin Widmark, Helena Willis,Tajemnica maskarady. Poznań: Wydawnictwo Zakamarki, 2023, ISBN 978-83-7776-252-3.